# Henri Van Perck

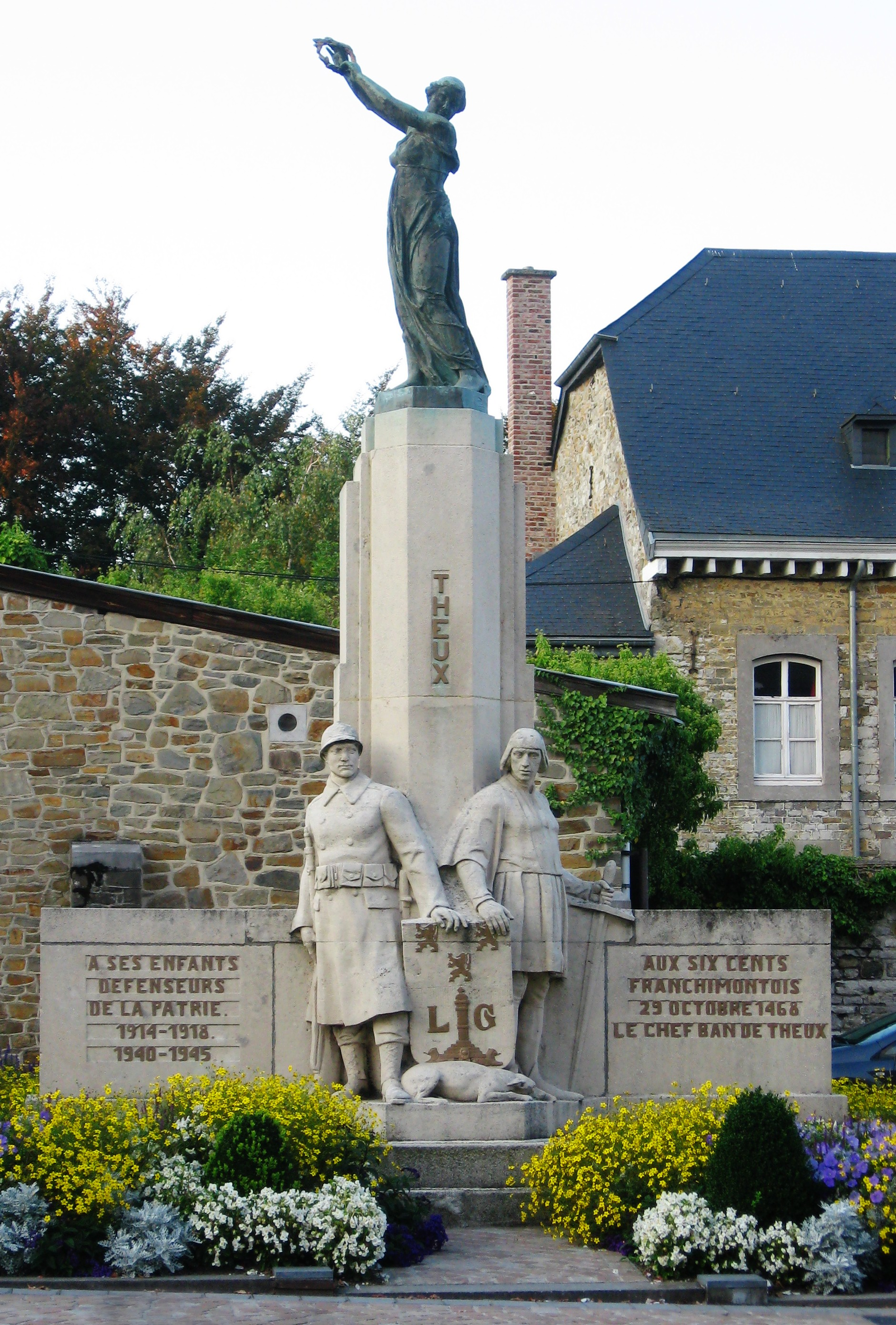
Monument aux morts (1926, Theux)

Pierre Henri Van Perck (Mechelen, 24 juli 1869 – Etterbeek, juni 1951) was een Belgisch beeldhouwer, medailleur en docent.

## Leven en werk
Henri of Hendrik Van Perck was een zoon van draaier Louis Van Perck en Petronelle Verlinden. Hij werd opgeleid aan de Koninklijke Academie voor Beeldende Kunsten van Mechelen, als leerling van Joseph Willems. Hij vervolgde zijn studie aan het Nationaal Hoger Instituut voor Schone Kunsten, als leerling van Thomas Vinçotte. In 1894 dong hij naast onder anderen Josué Dupon, Jacques Marin en Alfons Strymans mee naar de Prix de Rome. In 1901 won hij samen met Jacques Marin de Jaarlijkse Prijs voor Beeldhouwkunst van de Académie royale de Belgique.
Van Perck beeldhouwde onder meer bustes, figuren, honden, portretten en monumenten. In 1916 maakte hij een reeks terracotta beeldjes in Tanagrastijl, die hij Défilé de mode noemde. Hij maakte ook toegepaste kunst, waaronder een armband, gesp en haarspeld in ivoor. Hij toonde zijn werk op diverse salons. Naast onder anderen Theo Blickx en Rik Wouters behoorde Van Perck tot de Mechelse kunstenaars die zich aansloten bij de kunstenaarsvereniging De Distel. Van 1905 tot 1935 was Van Perck, als opvolger van Willems, docent aan de Mechelse academie. Tot zijn leerlingen behoorde Jan de Smedt.
Hij trouwde in 1904 met Victoire Liévin (1874-1957), vanaf 1906 woonden zij in Etterbeek. Van Perck overleed er op 82-jarige leeftijd.

## Enkele werken
- 1898: Klein Brabant aan den helden van den Boerenkryg, monument ter herinnering aan de Boerenkrijg, in Bornem.
- marmeren gedenksteen ter herinnering aan kanunnik Edmon Lucien De Decker (1842-1893).[5]
- 1904: bronzen bustes van de heren Spaenincxk en Tysmans, die in 1879 de Normaalschool in Mechelen oprichtten.
- 1905: bronzen gedenkplaat Frédéric de Merode, ter gelegenheid van 75 jaar Belgische onafhankelijkheid, aan de Befferstraat in Mechelen.
- Adolescence - ma fille, ook Jong meisje met hazewind. Aangekocht door de staat en in 1920 geplaatst in de Kruidtuin bij de Commanderij van Pitzemburg in Mechelen.[6][7]
- 1926: Monument aux morts in Theux ter herinnering aan de Franchimontezen en de slachtoffers van de Eerste Wereldoorlog. Van Perck kreeg de opdracht na het winnen van een prijsvraag.[8][9]
- 1936: beeld van Antonius van Padua in de Sint-Albertuskerk in Schaarbeek.
- 1940: Heilig Hartbeeld in de Sint-Albertuskerk in Schaarbeek.
- monument voor Josephine Baker in Chicago.

## Fotogalerij

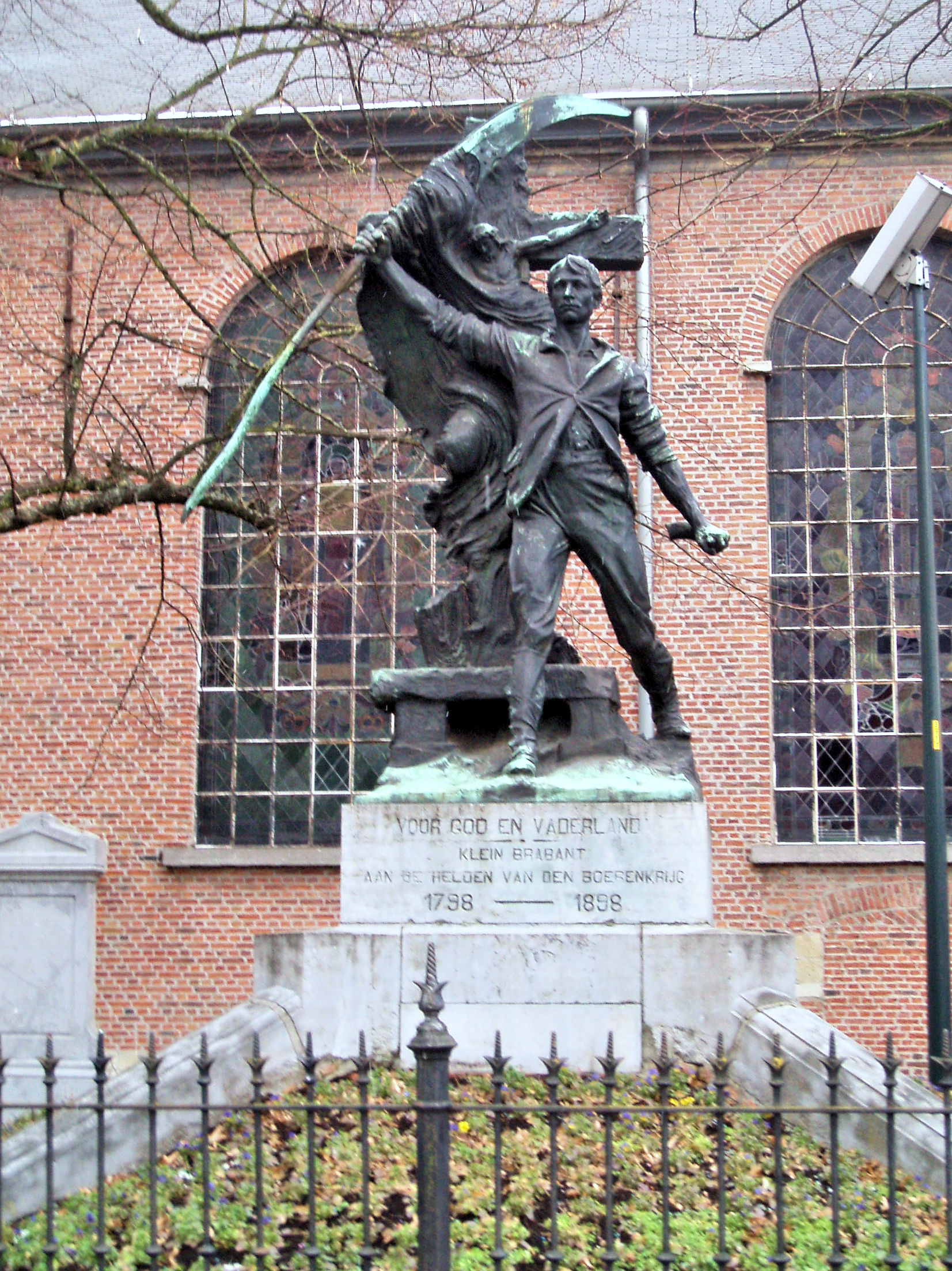
Boerenkrijgmonument (1898)
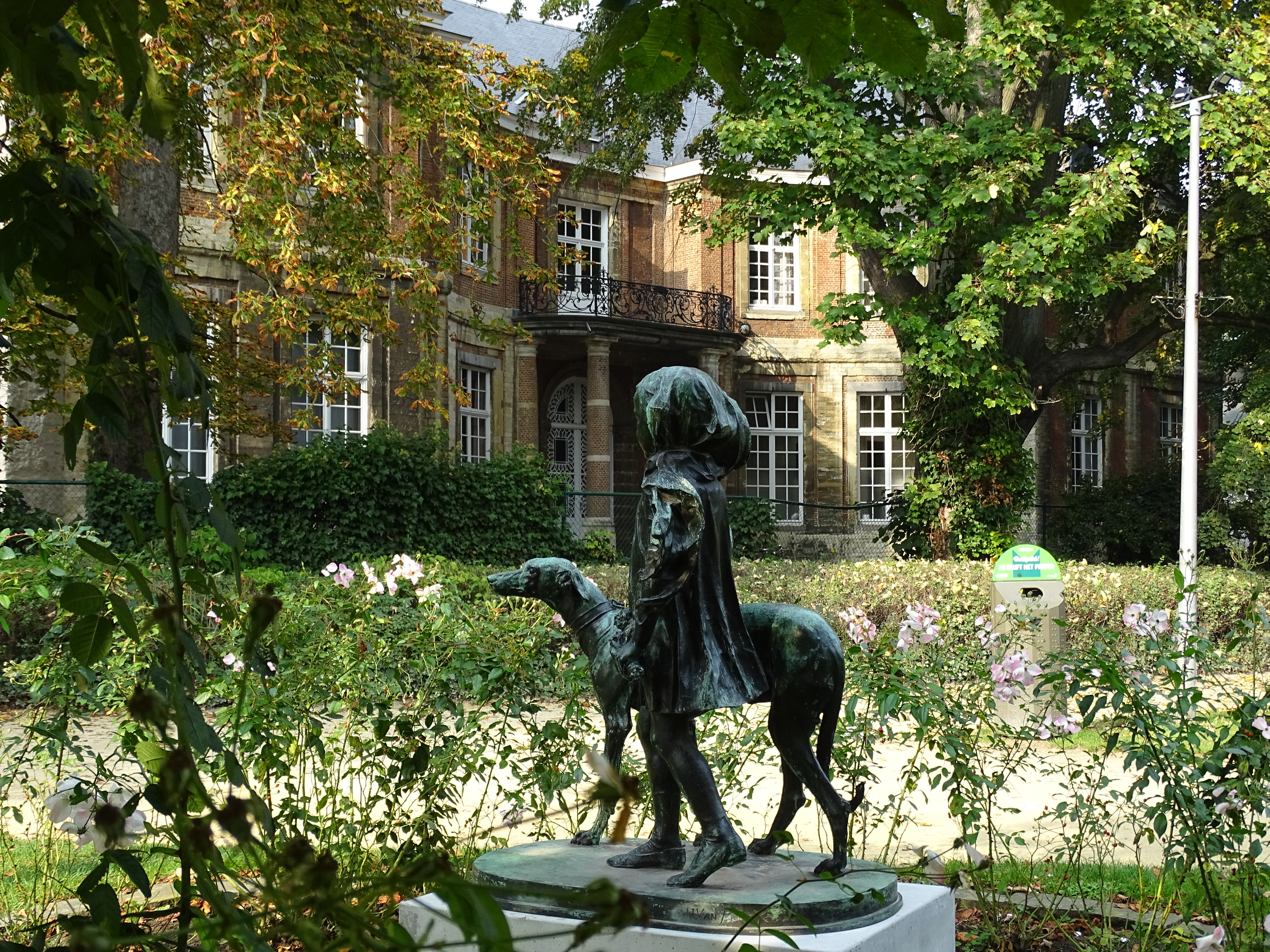
Adolescence - ma fille (1920)
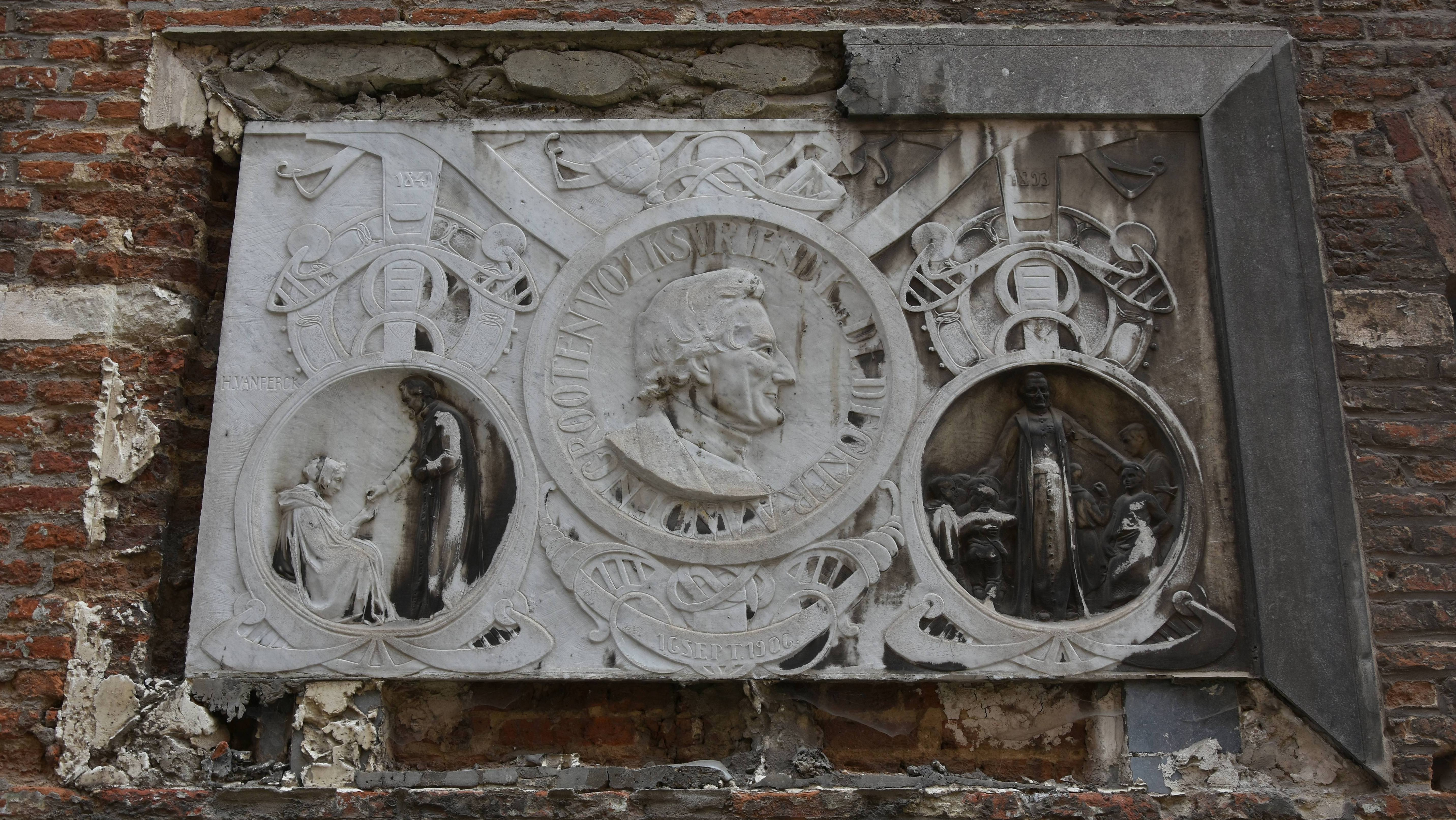
gedenksteen De Decker (1931)

- RKD-Nederlands Instituut voor Kunstgeschiedenis: 91334